# The Singles 86–98
The Singles 86>98 — збірник синглів британського музичного колективу Depeche Mode, що вийшов у вересні 1998.

## Про альбом
Альбом охоплює всі сингли групи, що вийшли у період з 1986 (альбом Black Celebration) по 1997 (альбом Ultra), і нову композицію «Only When I Lose Myself». Також до збірки увійшла пісня «Little 15» (з альбому Music for the Masses, випущена як сингл тільки в  Європі) і концертна версія «Everything Counts» (з концертного альбому  101), випущена як сингл у 1989. Всі треки на збірці пройшли ремастеринг. Перед виходом пластинки учасники групи заявили, що період з 1986 по 1998 був найпліднішим в історії групи.
У квітні 1998 Depeche Mode провели пресконференцію у готелі Hyatt у Кельні, щоб оголосити про початок концертного туру The Singles Tour — першого гастрольного туру з часів Devotional/Exotic Tour (1993–1994). Під час гастролей група вперше відвідала Росію. Цей концертний тур став першим для Depeche Mode, в якому не взяв участь колишній учасник групи Алан Уайлдер.
Одночасно зі збіркою на  VHS  вийшла збірка відеокліпів The Videos 86>98. У 2002 Videos 86>98+ був перевиданий на DVD.
The Singles 86>98 був проданий тиражем понад 500,000 примірників і отримав платиновий статус у США. Збірник також потрапив до списку журналу Blender «500 компакт-дисків якими ви повинні володіти».

## Трек-лист
1. Stripped — 3:51
2. A Question of Lust — 4:31
3. A Question of Time — 4:00
4. Strangelove — 3:47
5. Never Let Me Down Again — 4:22
6. Behind the Wheel — 4:00
7. Personal Jesus — 3:46
8. Enjoy the Silence — 4:16
9. Policy of Truth — 5:14
10. World in My Eyes — 3:57
11. I Feel You — 4:35
12. Walking in My Shoes — 5:02
13. Condemnation — 3:23
14. In Your Room — 4:50
15. Barrel of a Gun — 5:26
16. It's No Good — 5:59
17. Home — 5:46
18. Useless — 4:53
19. Only When I Lose Myself — 4:41
20. Little 15 — 4:14
21. Everything Counts — 6:38